# 谢尔河畔梅讷图
谢尔河畔梅讷图（法語：Mennetou-sur-Cher，法語發音：[mɛntu syʁ ʃɛʁ]）是法国卢瓦-谢尔省的一个市镇，位于该省东南部，属于罗莫朗坦-朗特奈区。图尔—维耶尔宗铁路经过其境内并设站。

## 地理
谢尔河畔梅讷图（47°16'10"N, 1°51'57"E）面积16.26 平方千米，位于法国中央-卢瓦尔河谷大区卢瓦-谢尔省，该省份为法国中北部省份，北起厄尔-卢瓦省，东北接卢瓦雷省，东南接谢尔省，南至安德尔省，西南接安德尔-卢瓦尔省，西北接萨尔特省。
与谢尔河畔梅讷图接壤的市镇（或旧市镇、城区）包括：谢尔河畔沙特尔、谢尔河畔朗贡、马赖、圣卢。

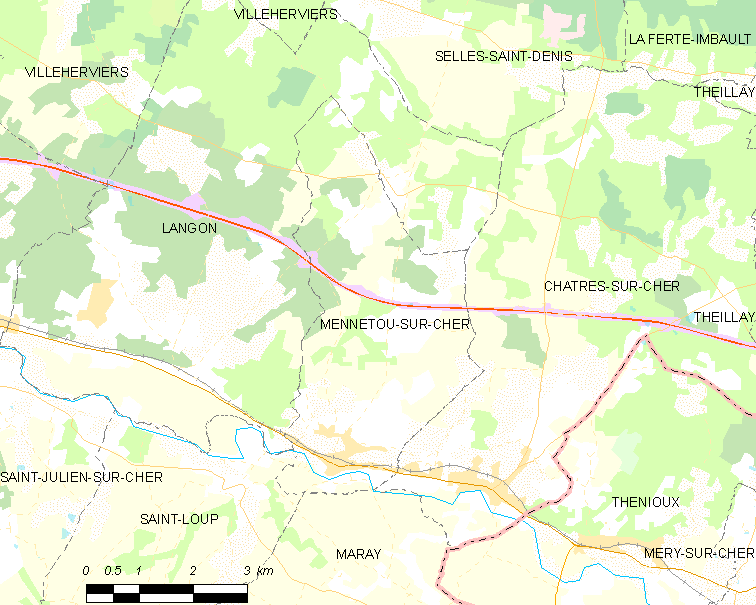
谢尔河畔梅讷图的OSM定位图

谢尔河畔梅讷图的时区为UTC+01:00、UTC+02:00（夏令时）。

## 行政
谢尔河畔梅讷图的邮政编码为41320，INSEE市镇编码为41135。

## 政治
谢尔河畔梅讷图所属的省级选区为谢尔河畔塞勒县。

## 人口

1962-2008年间谢尔河畔梅讷图人口变化图示

谢尔河畔梅讷图于2022年1月1日时的人口数量为846人。